# Rage Hard: The Sonic Collection
Rage Hard: The Sonic Collection – kompilacja zespołu Frankie Goes to Hollywood z 2001 roku.

## Lista utworów
1. „Relax” - 3:57
2. „Two Tribes” - 3:22
3. „Ferry Cross the Mersey” - 4:03
4. „The World Is My Oyster” - 1:58
5. „Welcome to the Pleasuredome” - 13:39
6. „Maximum Joy” - 5:30
7. „San Jose” - 3:09
8. „Warriors of the Wasteland” - 5:00
9. „Rage Hard” - 5:02
10. „War” - 6:12
11. „Watching the Wildlife” - 4:17
12. „Born to Run” - 4:05
13. „The Power of Love” - 5:30